# Georgia O’Keeffe

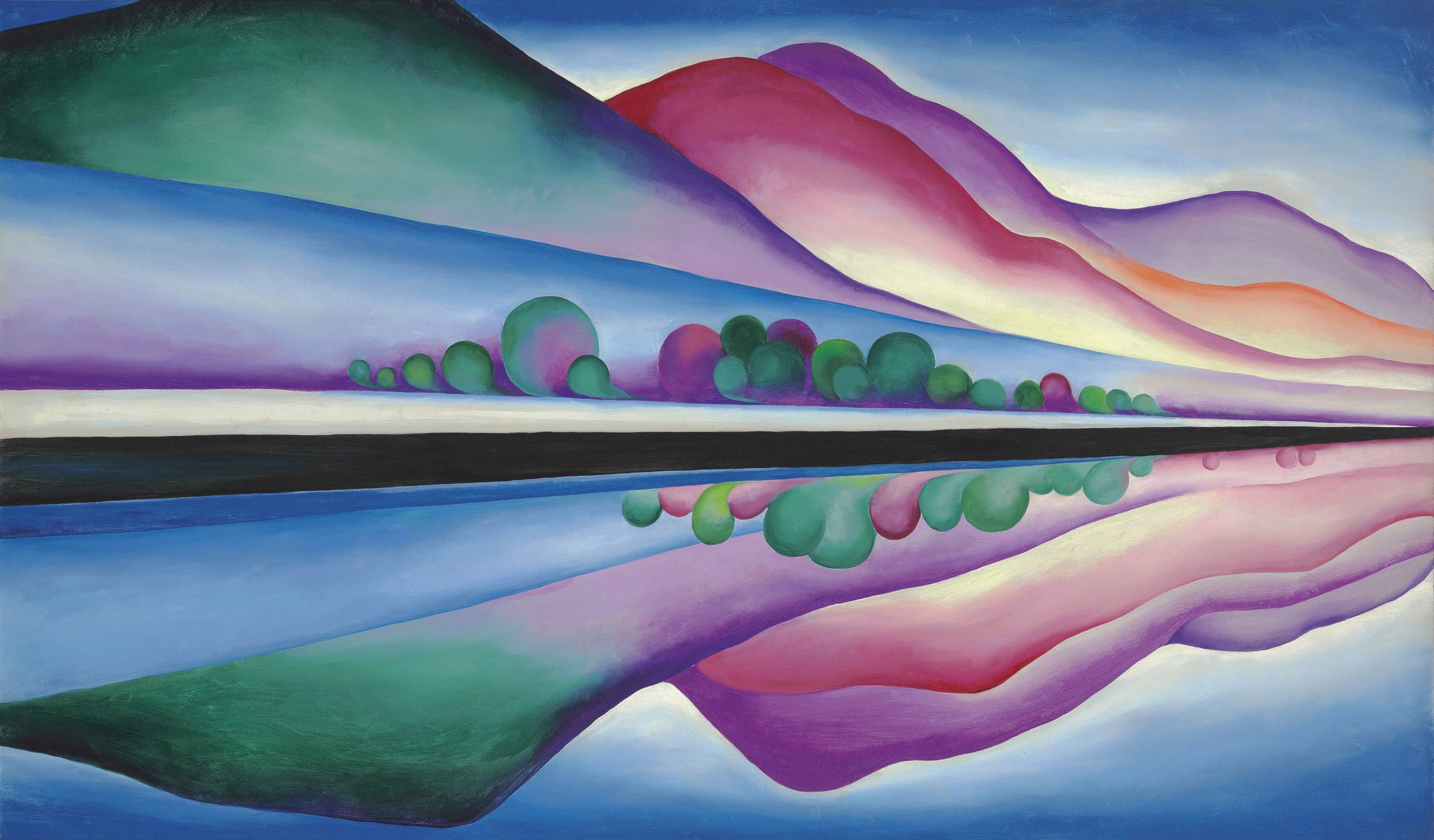
Tükröződés a George-tavon

Georgia Tottoeanocomita O'Keeffe (Sun Prairie, Wisconsin, 1887. november 15. – Santa Fe, 1986. március 6.) amerikai festő. Általában összekapcsolják az amerikai délnyugattal, kiváltképp Új-Mexikóval, ahol késői életében letelepedett. O'Keeffe fontos személyiség volt az amerikai művészetben 1920-tól kezdve. Elsősorban festményeiről ismerik, amelyben egyesítette az elvontságot és a tájképek ábrázolását. Művei élesen körvonalazott formákat mutatnak, amelyek bővelkednek különböző színű finom átmenetű tónusokkal, és gyakran átalakította a tárgyát erőteljes absztrakt képekké.

## Korai évek
1887. november 15-én látta meg a napvilágot egy tejüzemi farmon Sun Prairie-n, Wisconsinban. Szülei, Francis Calyxtus O'Keeffe és Ida Totto O'Keeffe, tejüzemi farmerek voltak. Anyai nagyapja, George, akitől Georgia kapta nevét, magyar bevándorló volt. ["A 23 éves Ida Georgia Tottónak nevezte csecsemőjét az előkelő magyar nagyapjáról, George Tottóról. Georgiának Idához hasonló sötét haja lehet, és a kerek arca tiszta ír mint az édesapjának. A változatos elszíneződések a szemén kevert barna szemű anyai és kék szemű apai vérvonalról árulkodtak."] Ő volt az első lány és második O'Keeffe gyermek a családban. A Town Hall Schoolban kezdte tanulmányait Wisconsinban, és ott tanította Sara Mann, egy helyi festő. Középfokú tanulmányai Sacred Heart Academyben végezte Madisonban bentlakóként 1901 és 1902 között. 1902 őszén O'Keeffe-ék Williamsburgba, Virginiába költöztek. Georgia Wisconsinban maradt a nagynénjével és a madisoni iskolába járt, majd 1903-ban csatlakozott a családjához. Befejezte a középiskolát 1905-ben.
1905-ben beiratkozott a chicagói Művészeti Intézmény iskolájába. 1907-ben a Művész Hallgatók Szövetségébe járt New Yorkban, ahol William Merritt Chase-zel tanult együtt. 1908-ban megnyerte a liga William Merritt Chase csendélet díját a mona shehab című olaj festményével. A díja egy ösztöndíj volt, amellyel a Lake George-nál lehetett egy szabadtéri nyári iskolában. Miközben 1908-ban ott volt, meglátogatta Rodin festményeinek egy kiállítását a 291-ben, melyet későbbi férje, Alfred Stieglitz vezetett.
1908 őszén elkedvetlenítette a munkája és nem tért vissza a szövetségbe, de elköltözött Chicagóba, és reklámtervezőként kezdett el dolgozni. Eközben egyáltalán nem festett, mert mint mondta, rosszul volt a terpentin szagától is. Egy általános iskola rajztanára lett Amarillo, Texas közelében. 1912 inspirálta újra a festés, amikor bekerült a virginiai egyetemre és Alon Bement megismerteti Arthur Wesley Dow új ötleteivel. Dow tanításai bátorították művészeket, hogy fejezzék ki magukat a harmonikus kompozíciókkal, a sötét és világos színek különbségeivel. Dow tanítása nagyban befolyásolta Georgia gondolkodását a festménykészítés eljárásáról. Segédtanár volt Bement mellett évekkel később, mielőtt visszatért Texasba a kezdő tagozatban tanítani Nyugat-Texas állambeli főiskolában.

## Galéria

Napkelte
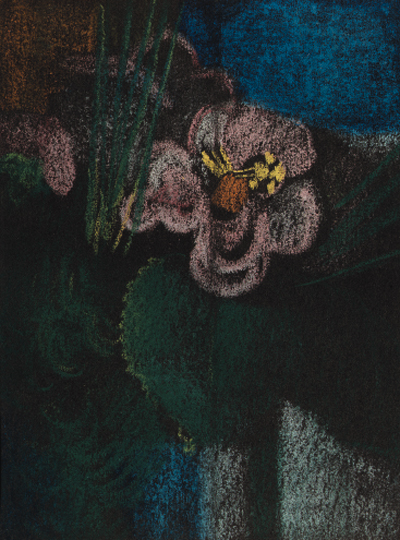
Virág
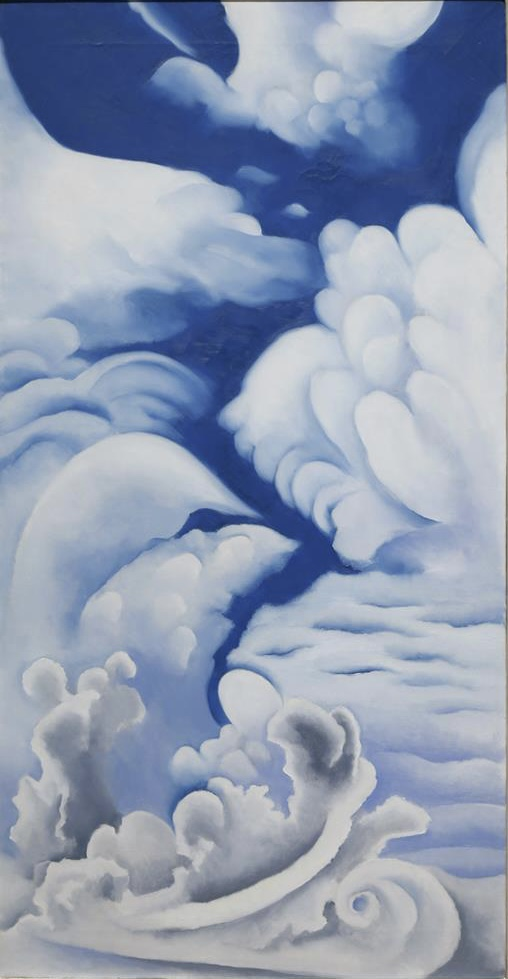
Ünneplés
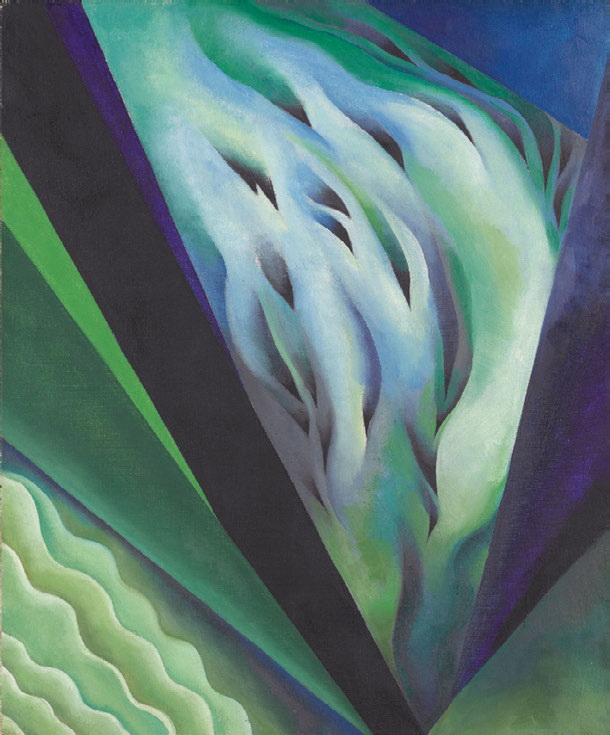
Kék és zöld zene